# Rheinland-Pfalz-Rundfahrt 2007
Die 42. Rheinland-Pfalz-Rundfahrt fand vom 16. bis 20. Mai 2007 statt. DasEtappenrennen wurde in fünf Etappen über eine Distanz von 845,7 Kilometern ausgetragen. Es ist Teil der UCI Europe Tour 2007 und dort in die Kategorie 2.1 eingestuft. Der 21-jährige Gerald Ciolek vom Team T-Mobile konnte auf der letzten Etappe dank zweier Zeitgutschriften bei Zwischensprints den bisherigen Spitzenreiter Luca Celli vom ersten Platz verdrängen und sicherte sich den Gesamtsieg.

## Teilnehmende Teams
| ProTeams - Team T-Mobile Professional Continental Teams - Chocolade Jacques-Topsport Vlaanderen - DFL-Cyclingnews-Litespeed - Elk Haus-Simplon - Landbouwkrediet-Tönissteiner - Navigators Insurance - OTC Doors-Lauretana - Skil-Shimano - Team L.P.R. - Team Volksbank - Wiesenhof-Felt | Continental Teams - Maxbo Bianchi - Regiostrom-Senges - Team Sparkasse Nationalteams - Deutschland |

## Etappen
| Etappe    | Tag     | Start – Ziel                     | km    | Etappensieger     | Führender      |
| --------- | ------- | -------------------------------- | ----- | ----------------- | -------------- |
| 1. Etappe | 16. Mai | Koblenz – Kaiserslautern         | 176,9 | Sergey Lagutin    | Sergey Lagutin |
| 2. Etappe | 17. Mai | Landau – Worms                   | 145,5 | Steffen Radochla  | Sergey Lagutin |
| 3. Etappe | 18. Mai | Worms – Mainz                    | 164,7 | Luca Celli        | Luca Celli     |
| 4. Etappe | 19. Mai | Mainz – Bad Marienberg           | 188,8 | Björn Glasner     | Luca Celli     |
| 5. Etappe | 20. Mai | Bad Neuenahr-Ahrweiler – Koblenz | 169,8 | Andreas Dietziker | Gerald Ciolek  |